# Qez Qebrī-ye Yek
Qez Qebrī-ye Yek (persiska: قز قبری یک, Qez Qebrī-ye Ebrāhīm) är en ort i Iran.   Den ligger i provinsen Kermanshah, i den västra delen av landet, 500 km väster om huvudstaden Teheran. Qez Qebrī-ye Yek ligger 1 331 meter över havet och antalet invånare är 130.
Terrängen runt Qez Qebrī-ye Yek är platt åt nordväst, men åt sydost är den kuperad. Runt Qez Qebrī-ye Yek är det ganska tätbefolkat, med 185 invånare per kvadratkilometer. Närmaste större samhälle är Kūzarān-e Sanjābī, 13,3 km väster om Qez Qebrī-ye Yek. Trakten runt Qez Qebrī-ye Yek består till största delen av jordbruksmark.